# Pasul Sărărica
Pasul Sărărica  este o trecătoare situată pe DN22 la 80 m altitudine, în nord-vestul Dobrogei, în spațiul aflat între Dunăre și Munții Măcinului

## Date geografice
Trecătoarea limitează la nord-vest culmea secundară a Munților Măcinului (anticlinalul Culmii Pricopanului) și, face legătura între depresiunile Jijilei aflată la nord-vest și Depresiunea Greci aflată la sud-est , fiind localizată geografic între Dealul Orliga (116 m, aflat spre vest) și Vârful Sărărica  (152 m, aflat spre est) din Culmea Pricopanului.
Pasul leagă satul Jijila (N) de  Măcin (N)
Cea mai apropiată stație de cale ferată se află la Brăila.
În apropiere se află pasurile Garvăn spre nord-nord-est, Teilor spre est-sud-est și Priopcea spre sud-est.

## Obiective turistice din vecinătate
- Parcul Național Munții Măcinului
- Castrul roman Arrubium din orașul Măcin.